# Dorfkirche Kritzkow

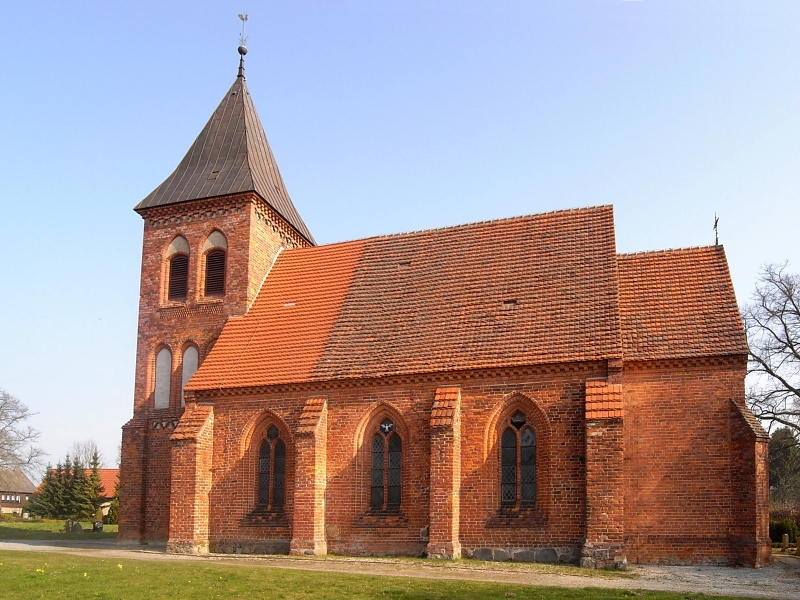
Dorfkirche Kritzkow

Die evangelische Dorfkirche Kritzkow ist eine gotische Saalkirche im Ortsteil Kritzkow von Laage im Landkreis Rostock in Mecklenburg-Vorpommern. Sie gehört zur Kirchengemeinde Hohen-Sprenz/Kritzkow im Kirchenkreis Rostock der Evangelisch-Lutherischen Kirche in Norddeutschland (Nordkirche).

## Geschichte und Architektur
Die Kirche ist im Kern eine Saalkirche aus Backsteinmauerwerk mit östlichem Blendengiebel der zweiten Hälfte des 14. Jahrhunderts über einem sehr sorgfältigen Sockel aus Feld- und Backstein, mit gekehltem Profil durch Stützpfeiler und große Spitzbogenfenster gegliedert. Wenig später wurde die Nordsakristei mit Blendengiebel erbaut. Bei eingreifender Erneuerung wurde das Bauwerk um 1900 um einen eingezogenen Turm und einen Rechteckchor mit Kreuzrippengewölbe erweitert, die Fensterteilungen ergänzt und Glasmalereien im Jugendstil im Chor eingebaut. Das Zeltdach des Turms wurde in den Jahren nach 1990 mit Kupfer gedeckt.
Neben der Kirche steht eine Linde, deren Alter auf etwa 700 Jahre geschätzt wird.

## Ausstattung
Die neugotische Holzausstattung der Kirche entstand bei der Erneuerung der Kirche. Ein achteckiger Taufstein stammt aus dem 14./15. Jahrhundert. Die aus Messing getriebene Taufschale wurde um 1580 geschaffen, auf dem Rand ist die Einhornjagd, im Fond die Kalebstraube dargestellt. Während der Instandsetzung der Kirche in Weitendorf waren einige Ausstattungsstücke dieser Kirche hier aufgestellt.
Die Orgel ist ein Werk von Carl Börger aus dem Jahr 1900 mit fünf Registern auf einem Manual und angehängtem Pedal. Eine beschädigte Strahlenkranzmadonna mit Fassungsresten entstand um das Jahr 1490. Eine Glocke aus dem 14. Jahrhundert im Turm hat den Schlagton gis1−3; im Dachstuhl ist eine Betglocke aus dem 18./19. Jahrhundert mit dem Ton h3 aufgehängt.